# 파파 오마르 콜리
파파 오마르 콜리(영어: Papa Oumar Coly, 1975년 5월 20일 ~ )는 세네갈 출신의 축구 선수이다. K리그에서 등록명은 콜리를 사용하였으며 수비수로 활약하였다. 대전 시티즌에 입단하여 2001 시즌부터 2003 시즌 세 시즌 동안 시즌 통산 67경기 1득점-0도움 (정규리그 58경기 1득점-0도움 / 리그컵 9경기 0득점-0도움)의 기록을 남겼다.
대전 시티즌의 첫번째 외국인 선수이며 세네갈 국적의 외국인 선수 1호이다.